# Geleg Pälsang (Ganden tripa)
Geleg Pälsang  (1505-1567) was een Tibetaans geestelijke. Hij was de eenentwintigste Ganden tripa van 1559 van 1565 en daarmee de hoofdabt van het klooster Ganden en hoogste geestelijke van de gelugtraditie in het Tibetaans boeddhisme.
Hij werd geboren in in 1505 Wolcha Gyangsar. Hij werd op jonge leeftijd toegelaten tot het Samten Ling klooster, waar hij de voor het kloosterleven benodigde basisopleiding ontving. Daarna bestudeerde Geleg Pälsang de traditionele teksten van het Gelugcurriculum. Hij ontving de volledige monnikswijding van de tweede dalai lama, Gendun Gyatso, waarna hij bij deze verder studeerde. Ook volgde hij onderricht bij Pänchen Sönam Dragpa (1478-1554), de 15e Ganden tripa
Geleg Pälsang schreef zich daarna in bij het Gyuto College in Lhasa voor de tantrastudie. Na afsluiting hiervan diende hij als abt bij Gyuto en daarna bij het Shartse-college van het Gandenklooster.
In 1559 werd Geleg Pälsang op 54-jarige leeftijd benoemd tot 21e Ganden tripa. Hij bekleedde zijn ambt gedurende de gebruikelijke zeven jaar, gaf onderricht in met name Jataka, de geschiedenis van de vorige levens van Gautama Boeddha (Śākyamuni), en onderwerpen op het gebied van tantra en soetra. Daarnaast gaf hij leiding aan belangrijke religieuze activiteiten en festivals, zoals het jaarlijkse Monlam Chenmo gebedsfestival in Lhasa. Ook liet hij een groot verguld boeddhabeeld van Maitreya plaatsen.
De derde dalai lama, Sonam Gyatso (1543-1588), was een van zijn volgelingen legde bij hem de monnikseed af. Ook Päljor Gyatso (1526-1582), de 25e Ganden tripa, was een leerling van hem. Geleg was de patroonlama van Meldro Rinchenling, Pagmo Chode en andere kloosters.
In 1565 trad hij af als Ganden tripa, hij was toen 61 jaar. Hij vestigde zich in het Dewachenklooster in Nyetang nabij Lhasa. Wegens zijn populariteit aldaar werd hij ook Trichen Dewa Chenpa genoemd. 
In 1567, twee jaar na zijn aftreden, overleed Trichen Dewa Chenpa. Ter gedachtenis werd een zilveren reliekhouder geplaatst in het Lima Lhakang-gebouw in het Gandenklooster.